# Desenho Mania
Desenho Mania foi um programa infantil apresentado por Juliana Pantalena, transmitido pela RecordTV nas manhãs de sábado e domingo entre 1998 e 2004, exibindo desenhos como Sailor Moon, A Vaca e o Frango e Rambo. Com a reformulação da emissora, iniciada no ano de 2004, o programa foi extinto em rede nacional, passando a ser emitido apenas para São Paulo.

## História

### Antecedentes
O programa iniciou sua exibição em 1998, apenas como um bloco que exibia desenhos animados ás 11h30 aos sábados. Ele continuou na programação em 1999, em novo horário, as 12h30.
Em 2002, a Record anunciou em jornais que estava fazendo testes com meninas para apresentar um programa infantil, com mais de 500 meninas inscritas. Depois de vários testes, Juliana Pantalena foi a vencedora do concurso.

### 2003: estreia e sucesso
O programa fez sua estreia com Juliana Pantalena como apresentadora em 2003. Durante algum tempo, o programa passou a disputar audiência com o SBT pela vice-liderança nas manhãs de domingo e passou a ser exibido também aos sábados. Juliana também aumentou sua participação no programa durante este período, ficando cerca de 1 hora na tela. Ela começou a ter cada vez mais espaço além da participação de crianças, que a ajudavam no programa e até de um cachorro, chamado Juca, que entrou para animar a atração. O programa também começou a ganhar novos quadros e havia planejamentos para aumentar o tempo de exibição.
Em 2004, o programa só foi exibido até março, quando deixou de ser exibido, por causa da saída de Juliana do programa, que não renovou com a Record. Desde então, ele foi apresentado vez ou outra para tapar buracos da emissora, até que finalmente foi extinto do canal paulista.

## Atrações
- Ace Ventura
- A Lenda do Zorro
- A Vaca e o Frango
- Batman: A Série Animada
- Batman do Futuro
- Beast Machines
- Beast Wars
- Donkey Kong Country
- Dinossauros Radicais
- Eu Sou o Máximo
- Guerreiros da Sombra
- Johnny Bravo
- Mortal Kombat: Defensores do Reino
- Max Steel (2000)
- Mona, a Vampiro
- O Incrível Hulk (1982)
- O Incrível Hulk (1996)
- O Laboratório de Dexter
- Pokémon
- Rambo: A Força da Liberdade
- Recruta Zero
- Speed Racer
- Sailor Moon
- Superman: A Série Animada
- Wild C.A.T.S.